# ثلج (رواية)
ثلج (بالتركية:Kar) رواية للكاتب التركي أورهان باموك الحائز على جائزة نوبل للآداب سنة2006. صدرت الرواية سنة 2005 عن دار الجمل في ألمانيا ،وتقع في 450 صفحة، تتكون من 44 فصلا. تدور أحداثها في مدينة قرص التركية.

## شخصيات الرواية
- كريم ألاقوش أوغلو يكنى بـ كا - شاعر نفي إلى ألمانيا لمدة 12 سنة، عاد إلى تركيا، ثم كلف من جريدة الجمهورية في إسطنبول بمهمة صحفية لتغطية الانتخابات المحلية وانتحار الفتيات.
- نجيب: طالب ثانوي في ثانوية الأئمة والخطباء.
- ايبيك: كانت زميلة لـ كا في المرحلة الجامعية.
- مختار: زوج ايبك السابق، وزميل لـ كا وايبيك في المرحلة الجامعية.
- كحلي - مطلوب من الحكومة التركية.
- السيد طرغوت: والد ايبيك، معارض للحكومة، مالك فندق ثلج بالاس.
- قديفة: أخت ايبيك، قائدة فتيات الاشارب.

## فصول الرواية
1. صمت الثلج.
2. مدينتنا مكان مطمئن.
3. أعطوا أصواتكم لحزب الله.
4. هل أتيتم هنا حقيقة من أجل الانتخابات والانتحارات؟
5. أستاذي، هل أستطيع أن أسألك سؤالا؟
6. العشق والدين والشعر.
7. الإسلام السياسي هو الاسم الذي أطلقه علينا الغربيون والعلمانيون.
8. المنتحر كافر.
9. عفوكم، هل أنتم ملحدون؟
10. لماذا هذه القصيدة جميله؟
11. هل هناك الله آخر في أوروبا؟
12. ما معنى الآلام الكثيرة التي يعاني منها الفقراء؟
13. أنا لا أناقش ملحدا في ديني؟
14. كيف تكتبون الشعر؟
15. لكل منا شيء أساسي يريده من الحياة.
16. حيث لا يوجد الله.
17. «اما الوطن أو الاشارب».
18. لا تطلقوا النار، البنادق محشوة.
19. كم كان جميلا أيضا الثلج الذي يندف.
20. ليكن خيرا للوطن والشعب.
21. ولكنني لا أعرف أحدا منهم.
22. الرجل الذي سيمثل دور أتاتورك بالضبط.
23. الله عادل إلى حد معرفتهبأن القضية ليست قضية عقل وايمان.

## مقتطفات من الرواية
شكل من أشكال صمت الثلج يهبط على عقله، ويقاوم عقله وذاكرته حكايات الفقر والبؤس.
واستمع أيضا لحكايات المسنين والتي لن تخرج إحداها من عقله حتى موته. ليس الفقر واليأس وعدم التفهم ما جذب كا لهذه الحكايات. كما أنه ليس عدم تفهم الآباء والأمهات بضرب بناتهم وعدم السماح لهن بالخروج إلى الشارع، كما أنه ليس ضغط الأزواج الغيورين والطفرانين. الأمر الأساسي الذي أخاف كا وأدهشه هو دخول حالات الانتحار إلى الحياة اليومية العادية فجأة دون إبلاغ أو مراسم.
مثلا فتاة على وشك أن تخطب قسرا لصاحب مقهي عجوز، تناولت طعام عشائها كالعادة مع أبيها وأمها وأخوتها الثلاثة وجدتها لأبيها، وبعد أن جمعت الصحون المتسخة مع إخوتها كالعادة أيضا وهم يتضاحكون ويتدافعون، بعد أن ذهبت لجلب الحلوي من المطبخ خرجت إلى الباحة، ودخلت من النافذة إلى غرفة أبيها وأمها، وأطلقت النار على نفسها بواسطة بندقية صيد لأبيها. الأب والأم اللذان وجدا جسد ابنتهما المتلوي وسط الدماء، وكانا يعتقدان أنها في المطبخ، لم يفهما سبب انتحارها، كما لم يستوعبا انتقالها من المطبخ إلى غرفة النوم.
فتاة أخرى في السادسة عشرة من عمرها تعاركت بشد الشعر مع أختيها حول القناة التي سيتابعنها، ومن ستمسك جهاز التحكم عن بعد، وبعد أن تلقت كفين قاسيين من أبيها الذي جاء للفصل بينهن، دخلت إلى غرفتها، وصبت في جوفها زجاجة مبيد زراعي وكأنها تشرب زجاجة مياه غازية من نوع (مورتالين).
أخرى في الخامسة عشرة تزوجت نتيجة حب، ووضعت ولدا قبل ستة أشهر، وقد يئست من ضرب زوجها المسحوق والعاطل عن العمل، وبعد شجار عادي دخلت إلى المطبخ، وأقفلت الباب خلفها، وعلى الرغم من صراخ زوجها وهو يكسر الباب لأنه أدرك ما تفعله شنقت نفسها بمحاولة واحدة بواسطة حبل وكلابة كانت قد أعدتهما من قبل.
ثمة سرعة ويأس في تلك الحكايات وفي الانتقال بين الموت وسيرورة الحياة العادية سَحَر كا. الكلابات المثبتة في السقف، والأسلحة الملقمة بالرصاص من قبل، وزجاجات المبيد المجلوبة من غرفة جانبية إلى غرفة النوم تثبت أن الفتيات المنتحرات قد حملن منذ وقت طويل في دواخلهن فكرة الانتحار.
بدأ يظهر انتحار الفتيات والنساء الشابات فجأة في باطمان التي تبعد عن قارص مئات الكيلومترات. وعلى رغم أن انتحار الذكور على المستوي العالمي يبلغ ثلاثة أو أربعة أضعاف الانتحار عند الإناث، فإن بلوغ نسبة انتحار الإناث في باطمان ثلاثة أضعاف نسبة انتحار الذكور، وهي تساوي أربعة أضعاف نسبة الانتحار على المستوي العالمي لفت بداية نظر موظف شاب يعمل في مؤسسة إحصاء الدولة في أنقرة، والخبر الصغير الذي نشره في جريدة الجمهورية لم يجعل أحدا في تركيا يهتم به.
علمت بالخبر جرائد ألمانيا وفرنسا واهتمت به، وذهب مراسلوها في تركيا إلى باطمان. وحين نشروا تحقيقاتهم في بلدانهم، اهتمت الجرائد التركية بالانتحارات، وجاء كثير من الصحفيين المحليين والأجانب إلى المدينة.
وبحسب رأي موظفي الدولة المهتمين بالقضية فإن هذا الاهتمام والنشر زاد من تشجيع أكثر بعض الفتيات على الانتحار. وأفاد معاون المحافظ الذي تحدث إليه كا بأن الانتحار في قارص لم يبلغ إحصائيا مستوي باطمان، وأنه لا يعارض ’الآن’ لقاءه مع عائلات الفتيات المنتحرات، ورجاه ألا يستخدم كثيرا معها كلمة ’انتحار’، وألا يقدم القضية لجريدة الجمهورية مبالغا فيها.
وقد بدأت التحضيرات لمجيء هيئة مؤلفة من اختصاصي نفساني، وشرطي، ووكيل نيابة وأحد مسؤولي الشؤون الدينية من باطمان إلى قارص، وقد علقت منذ الآن ملصقات تناهض الانتحار، أمرت إدارة الشؤون الدينية بطبعها، كتب عليها: ’الإنسان إبداع الله، والانتحار كفر’.
وقد وصلت إلى المحافظة كراسات دينية بالعنوان نفسه ليتم توزيعها. ولكن معاون المحافظ لم يكن واثقا من أن هذه الإجراءات الاحترازية ستحول دون الانتحار الذي بدأت جائحته في قارص خلال فترة قريبة، ويخشي أن تؤدي ’الإجراءات الاحترازية’ نتيجة عكسية، لأن كثيرا من الفتيات يعتبرن قرار الانتحار نوعا من ردة الفعل نحو الدولة المعارضة للانتحار، ونحو الآباء، والرجال، والوعاظ بقدر أخبار الانتحار.
قال معاون المحافظ لكا: «من المؤكد أن سبب الانتحار هو اليأس المفرط. لا شبهة في هذا، ولكن لو كان اليأس سببا حقيقيا للانتحار لانتحرت نصف نساء تركيا.» وقد قال معاون المحافظ ذو الشارب الشبيه بالفرشاة، والوجه السنجابي لكا مباهيا بأن النساء غاضبات من الدولة والأسر وصوت الدين الذكوري لتلقينهن عبارة «لا تنتحرن» لهذا السبب يجب وضع امرأة على الأقل في الهيئة التي تقوم بالحملة المناهضة للانتحار، وقد أبلغ أنقرة خطيا بهذا الأمر.
فكرة أن الانتحار مرض سار مثل الوباء ظهرت أولا إثر مجيء فتاة من باطمان إلى قارص. وقد تحدث كا إلى خال البنت بعد الظهر في حي أتاتورك تحت أشجار (الزعرور) في باحة مغطاة بالثلج (لم يدخلوه إلى البيت) وهو يدخن سيجارة.
وقد ذكر الخال أن ابنة أخته ذهبت عروسا إلى باطمان قبل سنتين وهناك عملت في شؤون البيت من الصباح حتى المساء، وقد باتت حماتها تؤنبها باستمرار لأنها لا تنجب، ولكن هذه الأمور ليست أسبابا كافية للانتحار، وقد أخذت فكرة أن النساء كلهن ينتحرن من باطمان، وكانت المرحومة تبدو هجنا في قارص عند عائلتها مسرورة جدا. لهذا السبب، صباح اليوم الذي كانت ستعود فيه إلى باطمان دهشوا كثيرا حين وجدوها ميتة في الفراش وبجانب رأسها علبتان من الدواء ابتلعتهما، ورسالة.
بعد شهر من حادثة هذه الفتاة التي نقلت فكرة الانتحار من باطمان إلى قارص قلدتها أولا ابنة خالتها وهي في السادسة عشرة من عمرها. سبب هذا الانتحار الذي وعد كا أباها وأمها الباكيين بأن يكتب في الجريدة تفاصيل قصتها كلها هو قول أحد المعلمين للفتاة في الصف بأنها ليست بكرا.
وبعد فترة قصيرة انتشرت هذه الإشاعة في قارص كلها. ترك الفتاة خطيبها، كما انقطع الخطاب الكثيرون الذين كانوا يأتون إلى بيتها. وفي هذه الأثناء بدأت تقول لها أمها: «مهما كان فإنك لن تتزوجي» وبينما كانوا جميعا يتابعون في التلفاز مشهد عرس بدأ الأب السكران يبكي، فسرقت الفتاة حبوب النوم من صندوق جدتها، وابتلعتها جميعها، ونامت (بقدر ما فكرة الانتحار سارية، بقدر ما طريقتها سارية).
وإثر معرفة الطب الشرعي بأن الفتاة المنتحرة بكر قام والدها كما قام المعلم المشيع للشائعة بتوجيه التهمة لقريبتها المنتحرة القادمة من باطمان. ولأنهم يريدون من كا أن ينشر في خبره بأنه تبين عدم صحة الاتهام، وأن يفضح المعلم الذي نشر هذه الكذبة، فقد شرحوا له انتحار ابنتهم بالتفصيل.
الأمر الذي أوقع كا في يأس عجيب من هذه الحكايات كلها هو أن الفتيات المنتحرات لم يجدن فرصة للخلوة سوي من أجل الانتحار. حتى الفتيات المنتحرات بحبوب النوم كن يقتسمن الغرفة مع غيرهن حتى وهن يمتن بشكل سري. كا الدارس للآداب الغربية، والناشئ في (نيشان طاش) في إسطنبول كلما فكر بانتحاره كان يشعر بضرورة إيجاد زمن طويل من أجل تحقيق هذا، ومكاني، وغرفتي لا يطرق بابها أحد على مدي أيام.
كلما غاص كا بخيالات انتحاره الذي سيجري ببطء مع هذه الحرية وحبوب النوم والوسكي خاف من تلك الوحدة غير المحدودة هناك، وهذا ما جعله لا يفكر بشكل جدي بالانتحار في أي وقت.
الوحيدة التي أيقظت بانتحارها شعور الوحدة هذا لدي كا هي «ذات الإشارب» التي شنقت نفسها قبل شهر وأسبوع. كانت هذه إحدي فتيات معهد التربية اللواتي منعن بداية من الدخول إلى الصفوف بسبب عدم نزع الإشارب، وبعد ذلك منعن من الدخول إلى المعهد بموجب قرار صادر في أنقرة.
كانت أسرتها هي الأسرة الأقل فقرا بين الأسر التي تحدث إليها كا. وبينما كان كا يشرب الكوكاكولا التي أخرجها أبوها من ثلاجة دكان السمانة الذي يمتلكه علم بأن الفتاة قبل أن تنتحر فتحت موضوع الانتحار لأسرتها وصديقاتها. لعل الفتاة تعلمت وضع غطاء الرأس من أمها وأسرتها، وقد علمت بأن هذا الأمر سمة الإسلام السياسي من الإداريين المؤيدين للمنع في المعهد، ومن صديقاتها المقاومات نزع الإشاربات.
ولأنها رفضت نزع غطاء الرأس على الرغم من ضغوط والديها أوشكت أن تنفصل من المعهد الذي منعتها الشرطة من دخوله لعدم تحقيق شرط الدوام. وحين رأت أن بعض زميلاتها تراجعن عن المقاومة وكشفن رؤوسهن، وبعضهن وضعن شعرا مستعارا بدأت تقول لأبيها وزميلاتها: «ليس ثمة شيء له معنى في هذه الحياة، لا أريد أن أعيش».

## المرأة في الرواية
تجسّد رواية ثلج للكاتب أورهان باموق تمثيلًا مركزيًا للمرأة كرمز يتقاطع عنده الخطاب الأيديولوجي والسياسي والديني. تنطلق الرواية من حادثة انتحار فتيات محجّبات، ليست بوصفها مجرّد مأساة إنسانية، بل كبؤرة سردية مثقلة بالتأويلات. الإسلاميون يرون في الحادثة تعبيرًا عن قمع الدولة العلمانية للمتدينين، بينما يفسّرها العلمانيون باعتبارها نتيجة لضغوط دينية واجتماعية مفروضة من الأسرة والمجتمع المحافظ. أما الخطاب النسوي، فيقرأ الانتحار كصرخة تمرّد رمزية، تعبّر عن الكرامة المهدورة والرغبة في كسر جدار الصمت المفروض على النساء. تتعدى المرأة في الرواية كونها شخصية روائية لتصبح تمثيلًا لتشظي الهوية، وانعدام agency (القدرة على اتخاذ القرار بحرّية)، إذ تتحوّل إلى رمز، تختفي خلفه ذواتها الفردية. الحجاب، في هذا السياق، لا يُقدَّم كلُباس ديني فحسب، بل كأيقونة سياسية وإيديولوجية، تعكس الانتماء، وتُستغل ضمن صراعات لا تعبّر بالضرورة عن وعي الفتاة المحجّبة نفسها. عبر شخصيات مثل إيبيك، المرأة المتحررة المترددة، وقديفة، المتديّنة الصامتة، تكشف الرواية عن هشاشة الحرية الظاهرة وقوة الضغوط الخفية. وحتى الفتيات المنتحرات، لا يُمنحن صوتًا فرديًا، بل يُقدّمن كظاهرة جماعية تعكس انسحاق المرأة في خطاب السلطة. وهكذا تفتح الرواية سؤالًا فلسفيًا معلّقًا: هل تستطيع المرأة أن تختار حقًا، أم أنّ كل اختيار هو نتيجة لا مرئية لنظام اجتماعي وثقافي يوجّه قراراتها تحت غطاء الحرية؟.

## أسلوب الرواية
يتّسم الأسلوب السردي في رواية "ثلج" لأورهان باموق بتعدّد الطبقات والمرجعيات، حيث تتداخل الأصوات السردية بين "كا" بوصفه الراوي الداخلي، وباموق الذي يتدخل في السرد كراوٍ خارجي، ما يمنح الرواية طابعًا ميتاسرديًا ويُحدث تواطؤًا لافتًا بين الحقيقة والخيال. كما تعتمد الرواية على زمن غير خطي يتنقّل بين الحاضر والماضي باستخدام تقنية الاسترجاع، مما يعمّق فهم خلفيات الشخصيات ودوافعها. ويوظف باموق وصفًا بصريًا دقيقًا لأماكن مثل "قارص"، ليخلق مناخًا روائيًا يعكس برودة العلاقات الإنسانية. لغويًا، تمزج الرواية بين النبرة الشعرية والتأملات الفلسفية، خصوصًا في مونولوجات "كا" الداخلية، التي تضفي بُعدًا وجوديًا على النص. ويُظهر تعدد الأصوات مساحة للتعبير المتوازن عن تيارات فكرية متضادة، من دون إصدار أحكام مسبقة. أما الرمزية فتتجلّى في الثلج، الذي يتحوّل إلى استعارة للعزلة والنقاء الخادع، كما يوظَّف المسرح كأداة نقدية ساخرة تكشف تناقضات المجتمع. وتُعد الازدواجية، على مستوى الشخصيات والأفكار، من أبرز سمات الأسلوب، حيث تتكشّف التوترات بين الظاهر والباطن، والإيمان والشك..

## نقد
تُعد رواية "ثلج" عملًا سرديًا مركّبًا يستعرض الصراع الثقافي والسياسي في تركيا من خلال أحداث تدور في مدينة قارص المعزولة بفعل عاصفة ثلجية. تتبع الرواية الشاعر المنفي "كا" الذي يعود من ألمانيا لتغطية الانتخابات المحلية والتحقيق في ظاهرة انتحار الفتيات المحجبات، ليجد نفسه وسط توتر بين الإسلاميين والعلمانيين، وبين الحب والهوية. وتُوظف الرواية الثلج كرمز للجمود والاغتراب، بينما يُستخدم السرد المتعدد الطبقات والزمن غير الخطي لإبراز تعقيدات الشخصيات وتناقضاتها. وقد أثارت الرواية جدلًا نقديًا واسعًا، إذ اعتُبرت انعكاسًا دقيقًا لأزمة الهوية التركية، ومثالًا على التوظيف الأدبي للقضايا السياسية والدينية، كما ناقش بعض النقاد علاقتها بمنح باموك جائزة نوبل للآداب عام 2006

## روابط خارجية
- ثلج على موقع الموسوعة البريطانية (الإنجليزية)